# اناهیدرانو
اناهیدرانو (به لاتین: Anahidrano) یک سکونتگاه مسکونی در ماداگاسکار است که در سوفیا (ماداگاسکار) واقع شده‌است.

## خصوصیات
اناهیدرانو ۱۵٬۰۰۰ نفر جمعیت دارد و ۳۸ متر بالاتر از سطح دریا واقع شده‌است.